# Головний герольд Канади
Головний герольд Канади — посада, яку обіймає глава Канадського геральдичного органу. Головний Геральд Канади керує діяльністю Канадського Геральдичного органу та надає герби. Існують винятки з цього приводу, наприклад, певні гранти, надані безпосередньо генерал-губернатором. З 20 травня 2020 року дану посаду обіймає Самі Халід.

## Головні герольди
- 1988–2007: Роберт Ватт
- 2007–2020: Клер Будро
- 2020 – теперішній час: Самі Халід

## Зовнішні посилання
- Канадський геральдичний орган [Архівовано 14 жовтня 2021 у Wayback Machine.]